# Heino von Heimburg

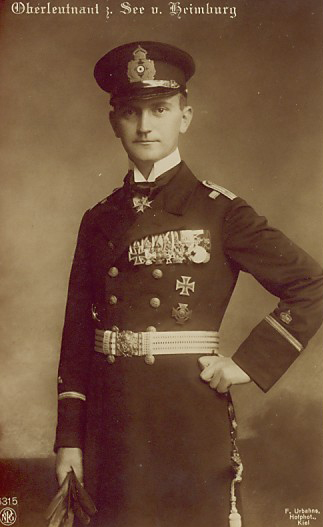
Oberleutnant zur See Heino von Heimburg

Heino Adolf von Heimburg (* 24. Oktober 1889 in Hannover; † Oktober 1945 bei Stalingrad) war ein deutscher Marineoffizier, erfolgreicher U-Boot-Kommandant im Ersten Weltkrieg und zuletzt Vizeadmiral im Zweiten Weltkrieg.

## Leben

### Herkunft
Heino war ein Sohn des späteren preußischen Generalmajors Paul von Heimburg (1851–1936) und dessen Ehefrau Cornelia, geborene Schädtler (1861–1938). Sein Bruder Erik (1892–1946) wurde Generalmajor der Polizei.

### Militärkarriere
Heimburg trat am 3. April 1907 als Seekadett in die Kaiserliche Marine ein und absolvierte seine Schiffsausbildung auf dem Schulschiff Stein. Nach dem anschließenden Besuch der Marineschule Kiel-Düsternbrook, auf der er am 21. April 1908 zum Fähnrich zur See ernannt worden war, kam er zunächst auf das Linienschiff Schleswig-Holstein. Am 15. September 1910 erfolgte seine Versetzung auf das Linienschiff Hessen. Heimburg wurde am 10. April 1911 zum Leutnant zur See befördert und ab 28. April als Wachoffizier auf den Kleinen Kreuzer Geier eingesetzt. Im Oktober 1913 absolvierte Heimburg eine U-Boot-Ausbildung und war gleichzeitig Adjutant auf dem Bergeschiff Vulkan.
Bei Ausbruch des Ersten Weltkriegs kam der am 22. März 1914 zum Oberleutnant zur See beförderte Heimburg als Wachoffizier auf dem U-Boot U A, einem für Norwegen in Bau befindlichen Boot, zum Einsatz. Am 25. März 1915 erhielt er mit UB 14, einem 127 Tonnen Boot vom Typ UB I, sein erstes eigenes Kommando. Am 7. Juli 1915 versenkte er mit dem kleinen Boot den italienischen 10.400 Tonnen Panzerkreuzer Amalfi nahe Venedig. Er führte den Einsatz unter k.u.k.-Flagge durch, eine Praxis deutscher Boote bis zum Kriegsbeginn zwischen Deutschland und Italien am 18. August 1916. Vom 16. bis 24. Juli 1914 überführte er sein Boot nach Bodrum an die türkische Ägäisküste. Am 4. September 1915 versenkte er das U-Boot E 7 der Royal Navy, das sich in einem U-Boot-Netz vor Nagara an den Dardanellen verfangen hatte und von einer Minensperre umgeben war, die Kapitänleutnant Ulrich von Tippelskirch, deutscher Kommandant des türkischen Linienschiffs Torgut Reis, das ehemalige deutsche Panzerschiff Weißenburg, gelegt hatte. In der Folge führte er im Mittelmeer und Schwarzen Meer bis Ende 1918 mit den Booten UC 22 (1. Kommandant ab 1. Juli 1916, Typ UC II, 417 t) und UB 68 (1. Kommandant ab 5. Oktober 1917, Typ UB III, 513 t) erfolgreich Handelskrieg. Dabei gelang es ihm, insgesamt 21 Schiffe mit einer Tonnage von 55.036 BRT zu versenken und weitere acht Schiffe mit 49.699 BRT zu beschädigen. Er versenkte auch drei gegnerische Unterseeboote – die italienische Medusa, die britische E 20 und die französische Ariane – und war an der Versenkung von E 7 beteiligt. Als neuntem U-Boot-Kommandanten wurden ihm am 11. August 1917 der Orden Pour le Mérite verliehen. Vom 7. September bis 9. Oktober 1918 überführte er noch das erfolgreichste U-Boot der Welt, U 35, von Cattaro zurück nach Kiel.
Der am 28. April 1918 zum Kapitänleutnant beförderte Heimburg wurde nach Kriegsende in die Reichsmarine übernommen und zunächst als Kommandant auf den Torpedobooten T 104 und T 139 eingesetzt.
1919 wurde er in der Pressestelle des Reichswehrgruppen-Kommandos 1 in Berlin beschäftigt. Sein Kommandierender General Walther Freiherr von Lüttwitz war einer der Anführer des Kapp-Putsches im März 1920 in Berlin. Heimburg wurde für die Putschisten in der Pressearbeit tätig. Im Anschluss schrieb er gelegentlich als Mitarbeiter Berliner rechtsstehender Zeitungen.
Von Oktober 1921 bis September 1924 diente er als Adjutant der Marinekommandantur Swinemünde. Im Anschluss daran war Heimburg Kompaniechef in der II. Abteilung der Schiffsstammdivision Ostsee in Stralsund. Am 2. Oktober 1925 kam er als Navigationsoffizier an Bord des Kleinen Kreuzers Amazone und wurde dort am 1. Dezember 1926 zum Korvettenkapitän befördert. Ab dem 26. September 1927 befehligte er die II. Abteilung der Schiffsstammdivision Ostsee. Am 24. September 1928 erfolgte seine Ernennung zum Kommandeur der IV. Marineartillerieabteilung in Cuxhaven. Zwei Jahre später wurde er als Erster Offizier auf das Linienschiff Schlesien versetzt. In dieser Funktion erhielt er am 1. Oktober 1932 die Beförderung zum Fregattenkapitän. Im September 1933 wurde er nach Cuxhaven versetzt und zum Befehlshaber der Befestigungen der Elbe- und Wesermündungen ernannt. Es folgte am 1. Juli 1934 die Beförderung zum Kapitän zur See. Vom 6. Oktober 1937 bis 31. Dezember 1939 war er Richter am Reichskriegsgericht; in dieser Dienststellung wurde er am 1. August 1939 zum Konteradmiral befördert.
Nach seiner Tätigkeit am Reichskriegsgericht war er bis Ende August 1942 Leiter der Wehrersatzinspektion Bremen und zeitgleich Standortältester. Als solcher wurde er am 1. April 1942 zum Vizeadmiral befördert. Am 1. September 1942 wurde Heimburg von seinem Kommando entbunden und zunächst zur Verfügung des Oberkommandos der Marine gehalten. Seine Verabschiedung und Versetzung in den Ruhestand erfolgte schließlich am 31. Mai 1943.
Heimburg war außerdem Laienrichter (Beisitzer) am Volksgerichtshof. Die Beisitzer wurden direkt von der obersten Spitze der NS-Regierung ernannt und bestanden ausschließlich aus Personen, die das NS-Regime als politisch zuverlässig und als überzeugte Nationalsozialisten ansah. Während seiner Tätigkeit als Beisitzer war Heimburg auch an Todesurteilen beteiligt. So wirkte er 1944 während der Sitzung des Volksgerichtshofes in Bielefeld an vier Todesurteilen gegen Mitarbeiter der Dürkoppwerke mit, die ausländische Sender gehört hatten.
Heimburg geriet im März 1945 in sowjetische Kriegsgefangenschaft und verstarb in einem Lager nahe Stalingrad.

## Auszeichnungen
- Eisernes Kreuz (1914) II. und I. Klasse[7]
- Ritterkreuz des Königlichen Hausordens von Hohenzollern mit Schwertern[7]
- U-Boot-Kriegsabzeichen (1918)[7]
- Ritterkreuz II. Klasse des Oldenburgischen Haus- und Verdienstordens des Herzogs Peter Friedrich Ludwig mit Schwertern[7]
- Friedrich-August-Kreuz I. Klasse[7]
- Ritterkreuz des Österreichischen Leopold-Ordens[7]
- Orden der Eisernen Krone III. Klasse mit der Kriegsdekoration[7]
- Silberne Imtiaz-Medaille mit Säbel[7]
- Goldene Liakat-Medaille mit Säbel[7]
- Ritterkreuz des Bulgarischen Militärverdienstordens mit Krone[7]